# August Göwert
August Göwert (* 4. Februar 1881 in Borghorst; † 22. April 1957 in Bocholt) war ein deutscher Politiker und von 1947 bis 1948 Oberbürgermeister der Stadt Bocholt.

## Leben
August Göwert setzte sich als Gewerkschaftssekretär des  Christlichen Textilarbeiterverbandes stets für die Interessen der Arbeiterschaft ein und widmete als Stadtverordneter der Zentrumspartei seit 1925 seine Kraft den öffentlichen Aufgaben. Infolge der Gleichschaltung der Gewerkschaften Anfang Mai 1933 verlor er seinen Arbeitsplatz. Er erwarb ein Lebensmittelgeschäft und schuf sich damit eine neue Existenzgrundlage. Nachdem sich im Juli 1933 die Zentrumspartei reichsweit aufgelöst hatte, traten die Bocholter Zentrums-Stadtverordneten als „Hospitanten“ der NSDAP-Fraktion des Stadtrates bei. Göwert hingegen legte sein Mandat nieder, da er seine christlich-sozialen Grundsätze nicht verraten mochte. 
Nach Kriegsende stellte sich Göwert als Mitbegründer der CDU Bocholt wieder den öffentlichen Aufgaben zur Verfügung. So leitete er im Oktober 1945 die Gründungsversammlung der „Allgemeinen Gewerkschaft Ortsgruppe Bocholt und Kreis Borken“. 
Bei der Wahl für die Stadtverordnetenversammlung am 13. Oktober 1946 wurde Göwert Fraktionsvorsitzender der CDU und am 21. November 1947 zum Oberbürgermeister der Stadt Bocholt gewählt. Dieses Amt bekleidete er bis zum 5. November 1948.
Für seine Verdienste und sein Engagement wurde er am 5. Januar 1956 mit der Konrad-Adenauer-Plakette ausgezeichnet.
Göwert war mit Josepha Fliegener verheiratet. Aus der Ehe ging ein Sohn hervor.